# Peperomia decipiens
Peperomia decipiens är en pepparväxtart som beskrevs av C. Dc.. Peperomia decipiens ingår i släktet peperomior, och familjen pepparväxter. Inga underarter finns listade i Catalogue of Life.